# هسپریدین
هسپریدین (به انگلیسی: Hesperidin) یک ترکیب شیمیایی با شناسه پاب‌کم ۱۰۶۲۱ است. 
هسپریدین در پوست سفید میوه های مرکبات(پرتقال،لیمو) یافت میشود 